# Sericochroa
Sericochroa is een geslacht van vlinders van de familie tandvlinders (Notodontidae).

## Soorten
- S. albidula Dognin, 1911
- S. arecosa Druce, 1898
- S. arimata Schaus, 1939
- S. broma Schaus, 1906
- S. celsa Schaus, 1928
- S. collema Schaus, 1901
- S. comana Dognin, 1911
- S. costaricensis Dognin, 1908
- S. crassa Thiaucourt
- S. cucullioides Schaus, 1906
- S. chorista Schaus, 1922
- S. elegantissima Bryk, 1953
- S. emeteria Schaus, 1928
- S. felderi Thiaucourt
- S. finiana Schaus, 1928
- S. fitilla Dognin, 1910
- S. flavodiscata Dognin, 1911
- S. guianensis Schaus, 1904
- S. hibrida Schaus, 1911
- S. hymen Dyar, 1908
- S. infanta Dyar, 1908
- S. larca Schaus, 1920
- S. lauta Schaus, 1906
- S. lautina Dognin, 1914
- S. lemoulti Dognin, 1908
- S. lioneli Thiaucourt
- S. luculenta Schaus, 1911
- S. malocampoides Dyar, 1908

- S. marcidana Schaus, 1939
- S. mayeri Schaus, 1906
- S. modulata Schaus, 1911
- S. multifida Schaus, 1906
- S. nitida Schaus, 1906
- S. ocreata Dognin, 1922
- S. paragorna Schaus, 1928
- S. pernuda Druce
- S. politia Stoll, 1782
- S. rogenhoferi Schaus, 1901
- S. rothschildi Thiaucourt
- S. rubiginosa Dognin, 1909
- S. sericana Schaus, 1939
- S. serra Draudt, 1932
- S. tenuis Schaus, 1892
- S. torresi Dognin, 1889
- S. ulrica Schaus, 1928
- S. varona Schaus, 1901
- S. velha Schaus, 1920